# По (Бомбаррал)
По (порт. Pó) — район (фрегезия) в Португалии, входит в округ Лейрия. Является составной частью муниципалитета Бомбаррал. По старому административному делению входил в провинцию Эштремадура. Входит в экономико-статистический субрегион Оэште, который входит в Центральный регион. Население составляет 940 человек на 2001 год. Занимает площадь 5,68 км².